# 裴少飞
裴少飞（1962年—），男，汉族，1984年6月入党，大学本科学历，山西省运城市临猗县人。2010年起擔任中共长治县委书记。
1982年8月参加工作，1985年-1988年任共青团沁源县委副书记、书记；1988年-1993年任沁源县煤运公司经理；1993年-2001年任沁源县政府副县长、常务副县长；1998年6月-2000年4月挂职省政府办公厅经济二处副处长；2001年12月-2005年2月任中共沁县县委副书记；2005年3月2009年2月任沁县县委副书记、县政府县长；2009年任中共长治县委副书记、县长；2010年1月12日任中共长治县委书记。

## 外部連結
- 慧聰家居網 裴少飞：深入韩店镇调研 创新思路快发（页面存档备份，存于）